# Inger Hagerup
Inger Hagerup (Bergen, Hordaland, 14 de abril de 1905-Fredrikstad, Østfold, 6 de febrero de 1985) poetisa, dramaturga y novelista noruega considerada entre los más grandes poetas del siglo XX.

## Biografía
Nació como Inger Johanne Halsør  en Bergen y perdió a su padre a los cinco años. Durante varios años, su familia estuvo mudándose a varios sitios hasta asentarse definitivamente en Nordfjord y más tarde en Volda. En 1931, se casó con Anders Askevold Hagerup (1904-1979), maestro, traductor y escritor infantil, y se establecieron en Haugerud, Oslo. Tuvieron dos hijos que también serían escritores, Klaus Hagerup y Helge Hagerup.
Publicó sus primeros poemas en la revista literaria "Jeg gikk meg vill i skogene" en 1939 y fue miembro de la organización comunista Mot Dag cuya ideología empezó a interesale mientras estudiaba en Trondheim. Además tanto ella como su marido participaron en la resistencia durante la Ocupación de Noruega por la Alemania nazi y en 1943 huyeron a Suecia.
De esa época data su famoso poema Aust-Vågøy. Mars 1941, muy conocido entre los noruegos«De brente våre gårder/ de drepte våre menn» («Quemaron nuestras casas/ Mataron a nuestros hombres»).

## Obra seleccionada
- Jeg gikk meg vill i skogene, 1939
- Flukten til Amerika, 1942
- Videre, Eastocolmo 1944, Oslo 1945
- Den syvende natt, 1947
- Sånn vil du ha meg. 30 utvalgte dikt om kjærlighet, 1949
- Så rart, 1950
- Mitt skip seiler, 1951
- Hilsen fra Katarina, 1953
- Drømmeboken, 1955
- Den tredje utvei (drama), 1956
- Strofe med vinden,  1958
- Lille Persille (children's poetry), 1961
- Fra hjertets krater, 1964
- Dikt i utvalg, 1965
- Det kommer en pike gående, 1965
- Hva skal du her nede?, 1966
- Trekkfuglene og skjæra, 1967
- Ut og søke tjeneste, 1968
- Østenfor kjærlighet, vestenfor drøm, 1977
- Samlede dikt, 1985